# Камимура Хиконодзё
Барон Камимура Хиконодзё (яп. 上村彦之丞 Камимура Хиконодзё:, 1 мая 1849 — 8 августа 1916) — японский адмирал, командовавший 2-й эскадрой Объединённого флота Японской империи в русско-японскую войну, в частности, в битве в Корейском проливе и в Цусимском сражении.

## Биография
Родился в семье самурая в княжестве Сацума (современная префектура Кагосима), служил пехотинцем во время войны Босин. После реставрации Мэйдзи стал одним из первых кадетов в Военной академии Императорского флота Японии, получил звание лейтенанта в 1879 году.
В 1880-х годах служил в младшем офицерском составе на нескольких судах, первым кораблём, переданным в 1891 году под командование Камимуры, стала канонерская лодка «Мая». Через два года Камимура получил в командование канонерскую лодку «Тёкай».

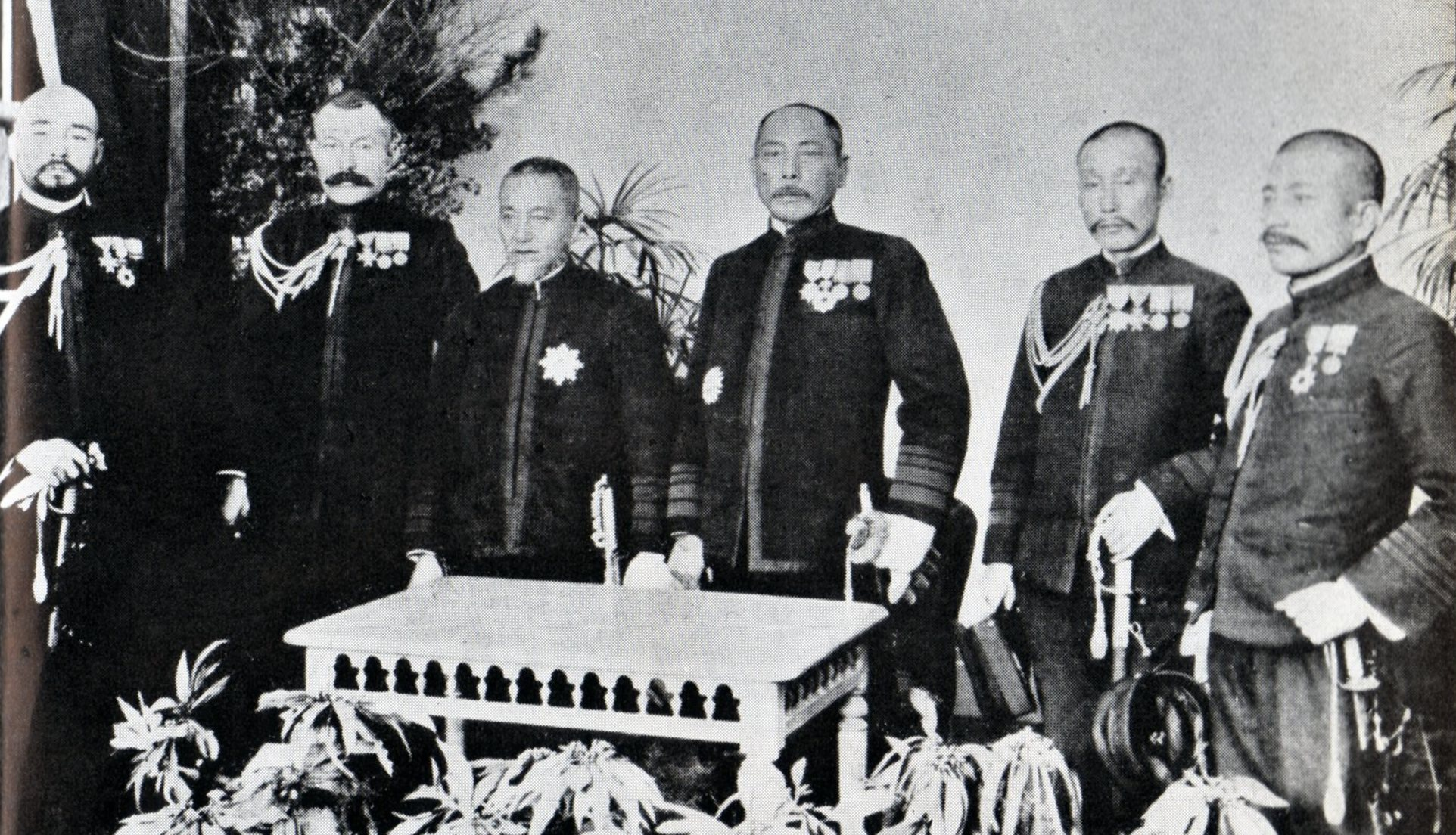
Слева направо: Фунакоси, Симамура, Того, Камимура, Като Томосабуро, Акияма

После начала в 1894 году японо-китайской войны под командование Камимуры передали крейсер «Акицусима», 17 сентября отличившийся в Ялуцзянском сражении. Он стал известен на флоте как храбрый, но нелюдимый капитан, приверженец самурайских традиций.
Посещал Великобританию на борту броненосца «Асахи» в 1899—1900 годах, в это время получил звание контр-адмирала. До войны Камимура занимал несколько постов в министерстве флота, командовал различными суднами. В 1903 году получил звание вице-адмирала.
В начале войны с Россией был командующим второй японской эскадрой. Получил приказ задержать крейсерскую эскадру русского императорского флота у Владивостока. 22 февраля подверг слабой и не имевшей результата бомбардировке Владивосток; затем в течение нескольких месяцев крейсировал в Японском море, охраняя японские суда и японские берега от нападений русской Владивостокской эскадры и гоняясь за последней, но без успеха. После того, как русские корабли избежали сражения и потопили японские транспортные корабли, Камимура подвергся жёсткой критике, его особняк в Токио подвергся налёту, газеты писали, что Камимура должен совершить самоубийство.
Ему удалось вернуть себе имя, затопив крейсер «Рюрик» и серьёзно повредив крейсера «Россия» и «Громобой» 14 августа 1904 года в бою возле Ульсан, не понеся серьёзного ущерба. Это сражение помогло ему завоевать авторитет в военных и правительственных кругах, а также приобрести всенародную славу. 8 августа он настиг около Корсакова (на Сахалине) лёгкий крейсер «Новик» (из порт-артурской эскадры), прорвавший блокаду Того, экипаж которого, после принятого боя, принял решение о затоплении корабля. Камимура командовал битвой в Цусимском проливе с крейсера «Идзумо» 27 мая 1905 года. После этого уважение к Камимуре возросло, и он стал считаться одним из лучших моряков Японии.
В 1905 году он назначен был командиром Йокосукского военно-морского округа. В 1909 году он получил командование над Первым флотом Японской империи. Получив дворянский титул «дансяку» (барон в кадзоку), через два года, 1 декабря 1910 года он стал полным адмиралом. В следующем году он вошёл в Высший военный совет. 1 мая 1914 года ушёл в отставку. Умер в 1916 году, похоронен в Камакуре в храме Мёхон-дзи.

## Награды
- 18.11.1895 — медаль за участие в японо-китайской войне[2].
- 30.05.1905 — орден Священного сокровища (большая лента)[3][4] (2 класса — 27.12.1901[5]; 4 класса — 25.11.1897[6]; 5 класса — 24.11.1894[7]; 6 класса — 22.11.1889[8]).
- 01.04.1906 — орден Золотого коршуна 1 класса (4 класса — 27.09.1895[9]); орден Восходящего солнца (большая лента) (5 класса — 27.09.1895); медаль за участие в русско-японской войне[10].
- 21.09.1907 — титул барона[11].
- 10.11.1915 — памятная медаль в честь восшествия на престол императора Тайсё[12].
- 08.08.1930 — орден Цветов павловнии (посмертно)[13].

### иностранные
- 01.02.1907 — орден Короны Таиланда[14].